# Bangun Sari (Tanjung Morawa)
Bangun Sari is een bestuurslaag in het regentschap Deli Serdang van de provincie Noord-Sumatra, Indonesië. Bangun Sari telt 15.276 inwoners (volkstelling 2010).